# Miguel Anselmo Bernad
Miguel Anselmo Bernad y Azcona (Ozámiz, 8 de mayo de 1917- Cagayán de Oro, 15 de marzo de 2009) fue un religioso y escritor filipino en lengua española. Ejerció de periodista, historiador y crítico. Fue miembro de la Academia Filipina.

## Biografía
Su padre, Anselmo Ledesma Bernard, fue el primer gobernador de Misamis, y era de origen español, cebuano y norteamericano.
Tras la escuela sintió una profunda vocación religiosa y se ordenó sacerdote. Estudió en la Universidad de Yale, donde obtuvo su doctorado en Filosofía.
Posteriormente ingresó en la orden de los jesuitas.
Llegó a ser redactor jefe de los “Estudios Filipinos”, la publicación cuatrimestral del a Universidad Ateneo de Manila y posteriormente el redactor principal de las publicaciones de la Universidad Xavier – Ateneo de Cagayán (Kinaadman), en los cuales trató la épica, literatura, cultura y arte de Mindanao. 
Fue durante muchos años profesor de la Universidad Ateneo de Manila y de la Universidad Xavier – Ateneo de Cagayán.
Durante un tiempo fue profesor invitado en la universidad de Ciencias y Artes de Taipéi.

## Obra (selección)
- ‘’La gran isla: estudios sobre la exploración y evangelización de Mindanao’’
- ‘Tradición y discontinuidad: ensayos sobre la historia y la cultura de Filipinas’’
- ‘’Historia contra el paisaje: ensayos personales e históricos sobre las Filipinas’’
- ‘’La cristianización de Filipinas: problemas y perspectivas’’
- ‘’La pirámide invertida y otras reflexiones políticas’’
- ‘’Aventura en Vietnam: la historia de la operación Brotherhood, 1945-1957’’
- ‘’Luces de Broadway y otros ensayos’’
- ‘’El camarero y el pescador y otros ensayos sobre literatura y cultura’’
- ‘’Revolución de febrero y otras reflexiones’’